# غلام حسين كندي (قشلاق الجنوبي)
غلام حسین کندي (بالفارسية: غلامحسین کندی) هي مستوطنة تقع في إيران في قسم قشلاق الجنوبي الريفي. يقدر عدد سكانها بـ 121 نسمة .